# アリスショップ

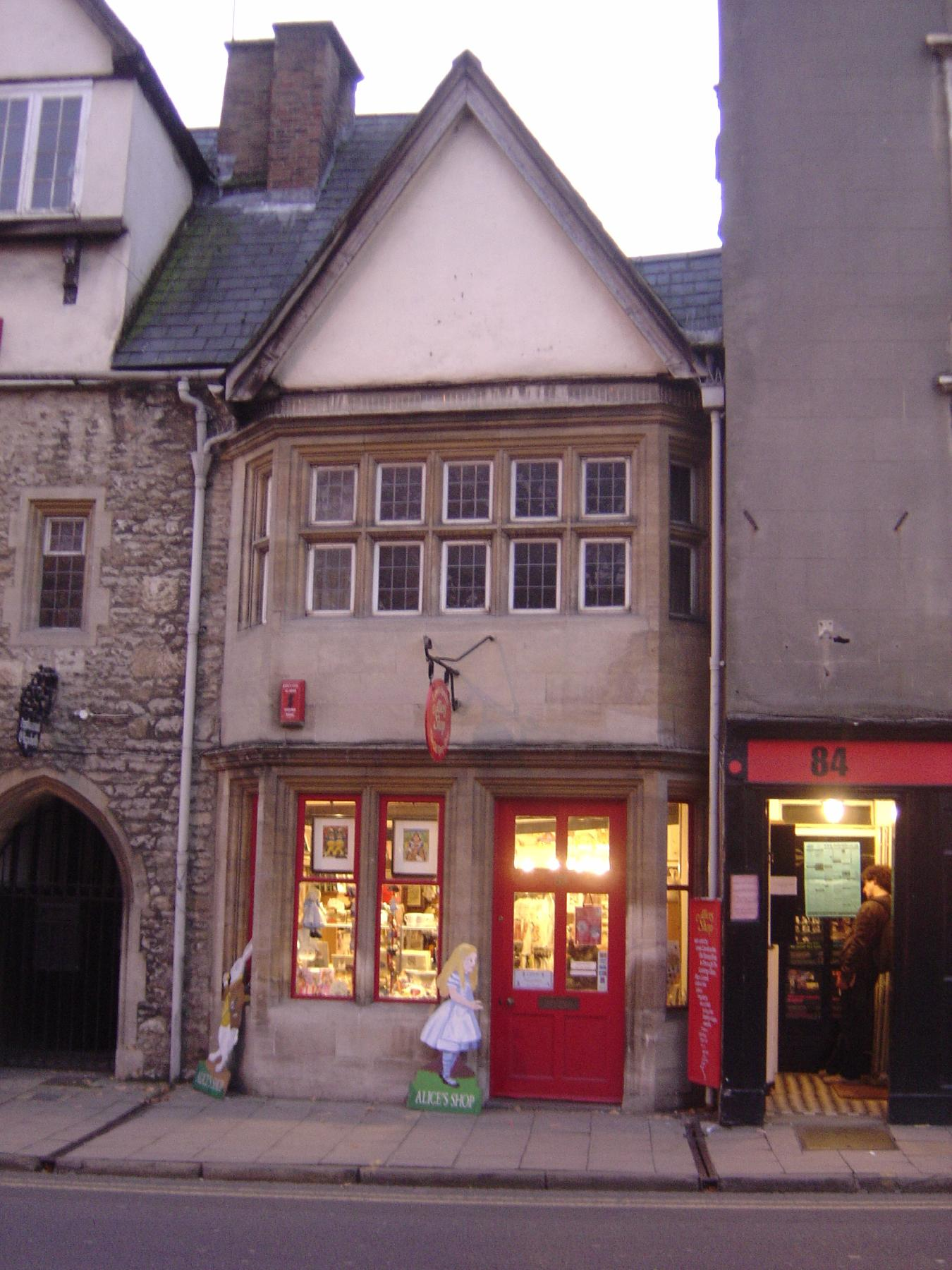
アリスショップ外観（2004年撮影）

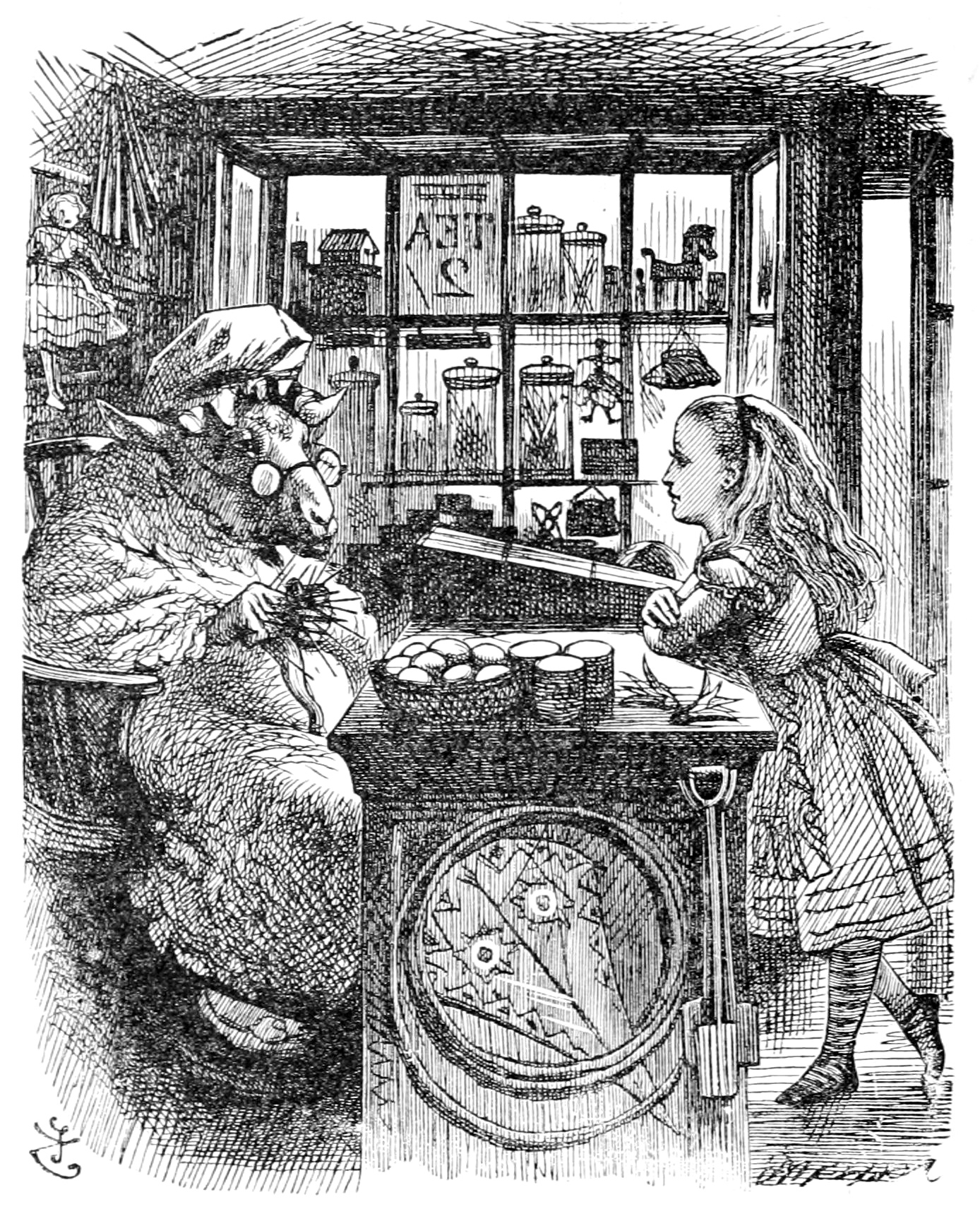
『鏡の国のアリス』に描かれた「The Old Sheep Shop」の店内風景（ジョン・テニエル画）

アリスショップ（Alice's Shop）は、オックスフォード、セント・オルデイツ通り83番地に位置するイギリスの商店である。この店はルイス・キャロルの児童小説『鏡の国のアリス』（1871年）に描かれたことで有名になり、現在も当時の外観を保ったまま、アリスグッズの専門店として開店している。

## 歴史
アリスショップはオックスフォード大学の学寮クライストチャーチの入り口・トムタワーの真向かいにある、600年の歴史を持つ建物を使用した店で、キャロルが作品を書いた当時は「シープショップ」（ヒツジの店）という名の雑貨店であった。「ヒツジの店」は同学寮に住んでいたキャロルとアリス・リデルの行きつけの店であり、アリスはしばしばキャロルといっしょにこの店を訪れて好物のバーリーシュガーを買っていた。当時の店主は羊の鳴き声のようなしわがれ声の老女であったという。
「アリス」の物語にしばしば自分とアリス・リデルとの共通の知人やなじみの場所をモデルにしたものを登場させていたキャロルは、『鏡の国のアリス』の第5章「羊毛と水」の中にこのなじみの店を「The Old Sheep Shop」として登場させた。物語の中では、この店は本物のヒツジ（前章では「白の女王」であった）が店番をしており、店内には様々な品物が置いてあるが、アリスが品物をよく見ようとすると決まってその棚だけ空っぽになってしまう。『鏡の国のアリス』に挿絵をつけたジョン・テニエルはこの場面を実際の「ヒツジの店」に忠実に描いているが、ただし鏡の国の話であるため左右反転した形にされている。
「アリス」の物語が有名になると間もなくこの店は「アリスショップ」の名で呼ばれるようになった。店は依然として雑貨店のままであったが、1960年代の半ばからアリスグッズの扱いをはじめ、現在は作品ゆかりの名所であるとともにもっとも著名なアリス関連商品の専門店となっている。